# Marcus Björk (ishockeyspelare född april 1997)
Marcus Erik Patrik Björk, född 9 april 1997 i Leksand, är en svensk ishockeyspelare som spelar för Huddinge IK i Division 1.